# 生坂藩
生坂藩（いくさかはん）は、岡山藩の支藩。

## 概要
備中国窪屋郡生坂（現・倉敷市）周辺を領有した。石高は1万5000石であるが、この石高は岡山藩の内高に含まれる。寛文12年（1672年）、光政の三男・輝録が立藩した。藩主は岡山城下に居住していた。江戸期を通じての名称は岡山新田藩（おかやましんでんはん）で、明治3年（1870年）に生坂藩と改称した。明治4年（1871年）、廃藩置県により生坂県となった。

## 歴代生坂藩主
池田家 - 外様 1万5000石
1. 輝録
2. 政晴
3. 政員
4. 政弼
5. 政恭
  - 幕府の公式記録にはないが、はじめ政房が藩主を継ぎ、その身代わりで政恭が擁立された。
6. 政範
7. 政和
8. 政礼

| 先代 （備中国） | 行政区の変遷 1672年 - 1871年 （岡山新田藩→生坂藩→生坂県） | 次代 深津県 |